# Werner Eschauer
Werner Eschauer (Hollenstein, 26 de Abril de 1974) é um ex-tenista profissional da Áustria.
Werner cursou um caminho atípico, demorou para explodir no tênis, apenas em 2007 com 12 anos de profissional, conseguiu seus principais resultados, chegando a segunda rodada de Wimbledon perdendo para Rafael Nadal

## Conquistas

### Simples
+ 2007 Vice-campeão ATP de Amersfoort, Holanda perdendo para Steve Darcis.

## Ligações Externas
Perfil na ATP {em inglês}